# Huaytará
Huaytará (en quechua: Waytara) es un ciudad peruana capital del distrito y la provincia homónimos ubicada en el departamento de Huancavelica.
Entre los atractivos destaca la Iglesia de San Juan Bautista de Huaytará construida en el siglo XVI sobre la base de un templo inca y que ha sido declarada patrimonio cultural de la Nación y el museo que alberga piezas textiles y artesanales.

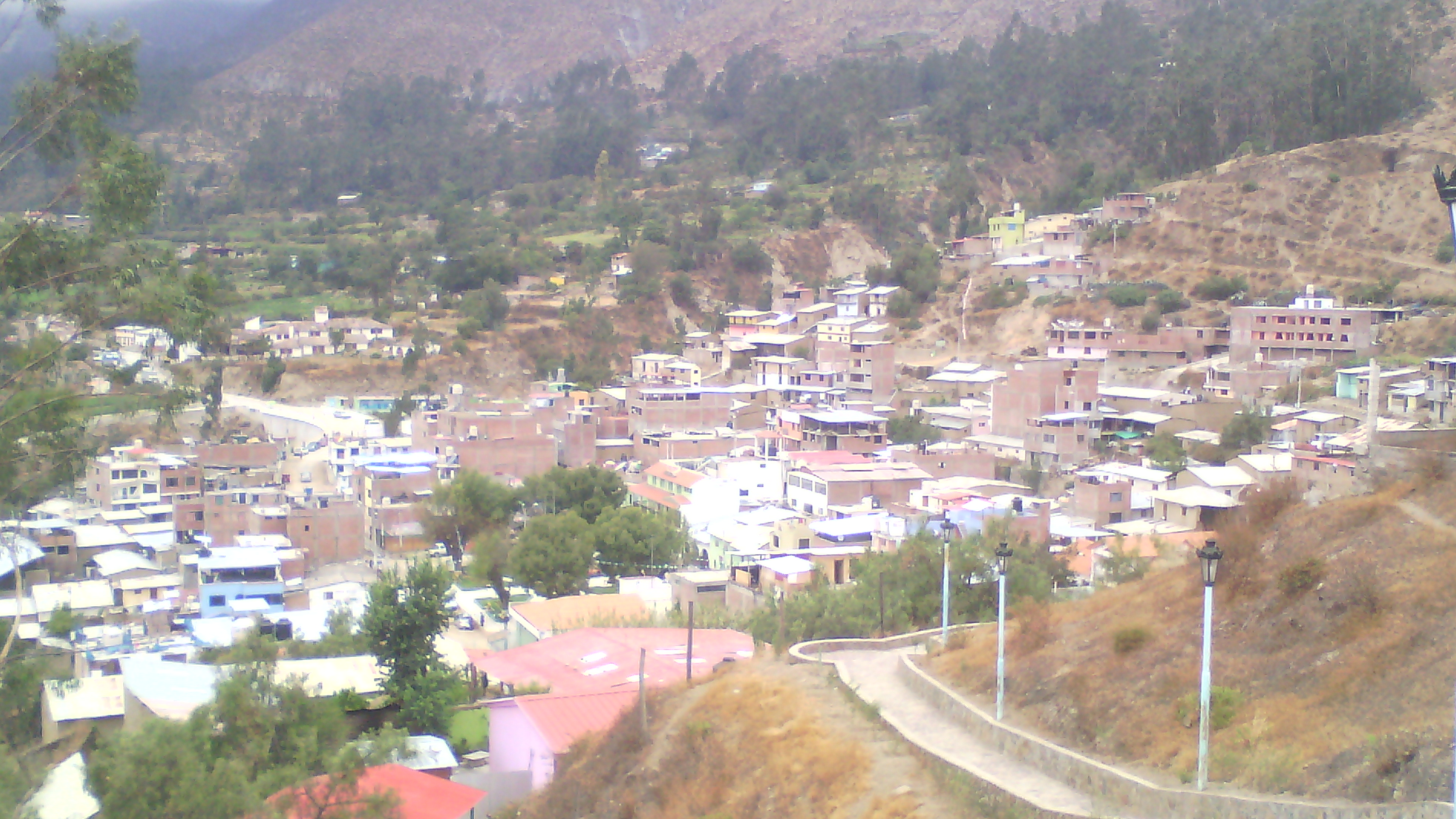
Vista de Huaytará

## Toponimia
El origen del nombre proviene de *wayta-ra-y, el cual es un híbrido quechua-aimara que significa 'lugar de muchas flores'. Cerrón Palomino explica que la raíz nominal proviene del quechua wayta 'flor'. Los dos sufijos vienen del aimara. El primero -ra tiene una función multiplicadora, así teniendo el significado de 'mucho X'. El segundo sufijo -y es una quechuización del sufijo aimara -wi, que tiene una función ubicadora, teniendo así el significado de 'lugar con X'. El topónimo *Waytaray fue pronunciado por los españoles como /wai.ta.rái/ en lugar de /wai.tá.rai/ como lo es en las lenguas andinas. Más tarde, la /i/ final fue elidida y la pronunciación se mantuvo como /wai.ta.rá/.

## Historia
Durante el periodo colonial del virrey Francisco de Toledo se construye la iglesia San Juan Bautista de Huaytará.
El 26 de septiembre de 1984 se crea la provincia de Huaytará.

## Economía

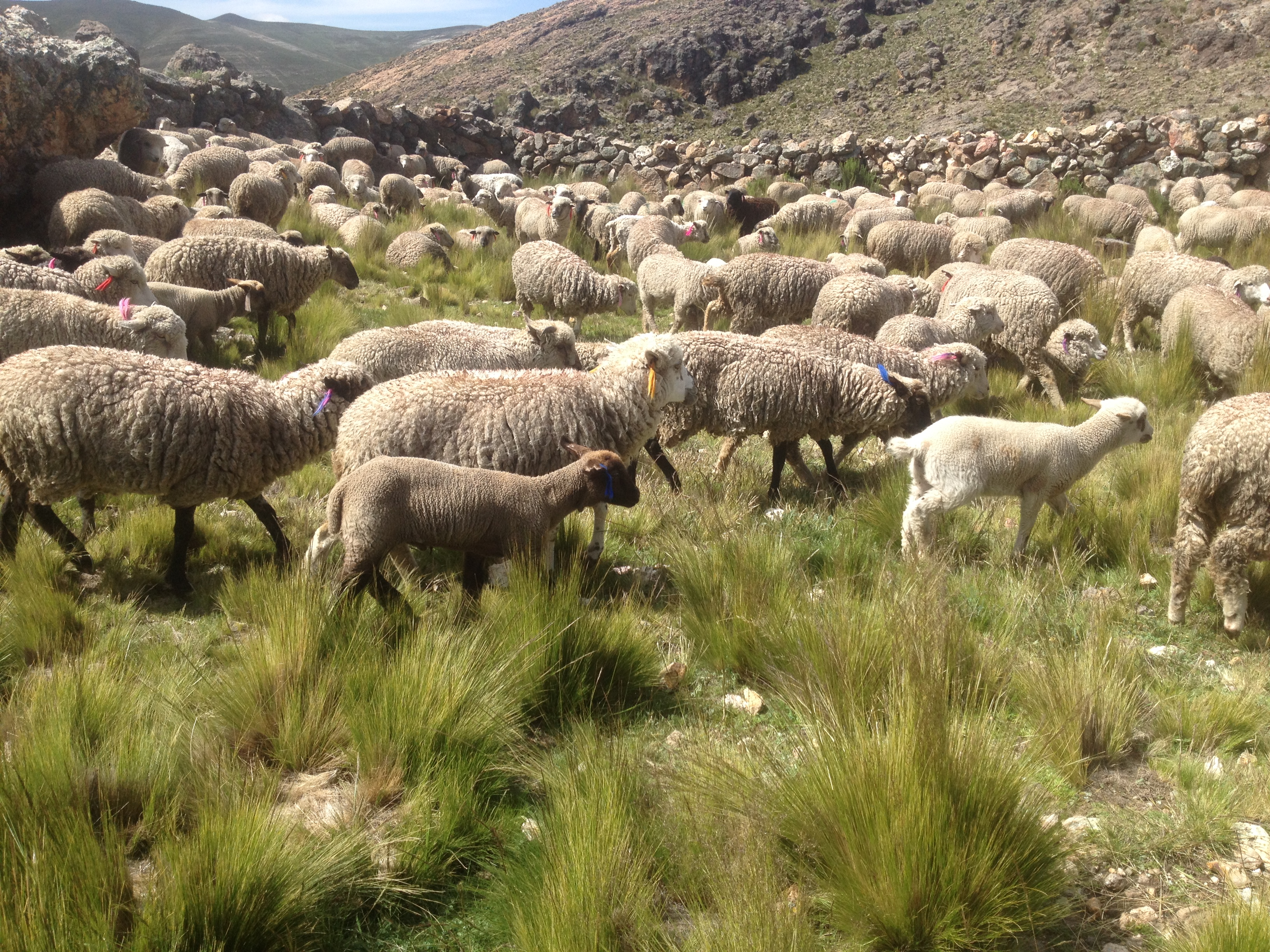
Ganadería

El cultivo de trigo, cebada y papa es parte importante de la economía de Huaytará. 

## Transporte
Esta conectada por una carretera con Pisco y Huancavelica. También tiene una conexión con Ayacucho a través de la carretera Libertadores.

## Clima
| Parámetros climáticos promedio de Huaytará | Parámetros climáticos promedio de Huaytará | Parámetros climáticos promedio de Huaytará | Parámetros climáticos promedio de Huaytará | Parámetros climáticos promedio de Huaytará | Parámetros climáticos promedio de Huaytará | Parámetros climáticos promedio de Huaytará | Parámetros climáticos promedio de Huaytará | Parámetros climáticos promedio de Huaytará | Parámetros climáticos promedio de Huaytará | Parámetros climáticos promedio de Huaytará | Parámetros climáticos promedio de Huaytará | Parámetros climáticos promedio de Huaytará | Parámetros climáticos promedio de Huaytará |
| Mes                                        | Ene.                                       | Feb.                                       | Mar.                                       | Abr.                                       | May.                                       | Jun.                                       | Jul.                                       | Ago.                                       | Sep.                                       | Oct.                                       | Nov.                                       | Dic.                                       | Anual                                      |
| ------------------------------------------ | ------------------------------------------ | ------------------------------------------ | ------------------------------------------ | ------------------------------------------ | ------------------------------------------ | ------------------------------------------ | ------------------------------------------ | ------------------------------------------ | ------------------------------------------ | ------------------------------------------ | ------------------------------------------ | ------------------------------------------ | ------------------------------------------ |
| Temp. máx. media (°C)                      | 21.4                                       | 21.3                                       | 21.5                                       | 21.6                                       | 20.8                                       | 20                                         | 19.2                                       | 20.2                                       | 20.8                                       | 21.4                                       | 21.9                                       | 21.4                                       | 21                                         |
| Temp. media (°C)                           | 14.7                                       | 14.7                                       | 14.7                                       | 14.1                                       | 12.5                                       | 11.2                                       | 10.4                                       | 11.4                                       | 12.4                                       | 13.2                                       | 13.5                                       | 13.9                                       | 13.1                                       |
| Temp. mín. media (°C)                      | 8                                          | 8.2                                        | 8                                          | 6.7                                        | 4.3                                        | 2.4                                        | 1.7                                        | 2.7                                        | 4                                          | 5                                          | 5.2                                        | 6.5                                        | 5.2                                        |
| Precipitación total (mm)                   | 41                                         | 66                                         | 99                                         | 10                                         | 0                                          | 0                                          | 0                                          | 0                                          | 0                                          | 4                                          | 3                                          | 14                                         | 237                                        |
| Fuente: climate-data.org                   |                                            |                                            |                                            |                                            |                                            |                                            |                                            |                                            |                                            |                                            |                                            |                                            |                                            |

## Lugares de interés
- Andenes Incas de Sumaqpata[10]
- Baños del Inca - Huaytará[11]
- Complejo arqueológico de Inca Wasi[12]
- Complejo arqueológico de Wiraqocha Pirqa[13]
- Complejo arqueológico Wiracocha Percca[14]
- Complejo arqueológico y Templo Inca de Huaytará[15]
- Museo "Samuel Humberto Ezpinoza Lozano"[16]

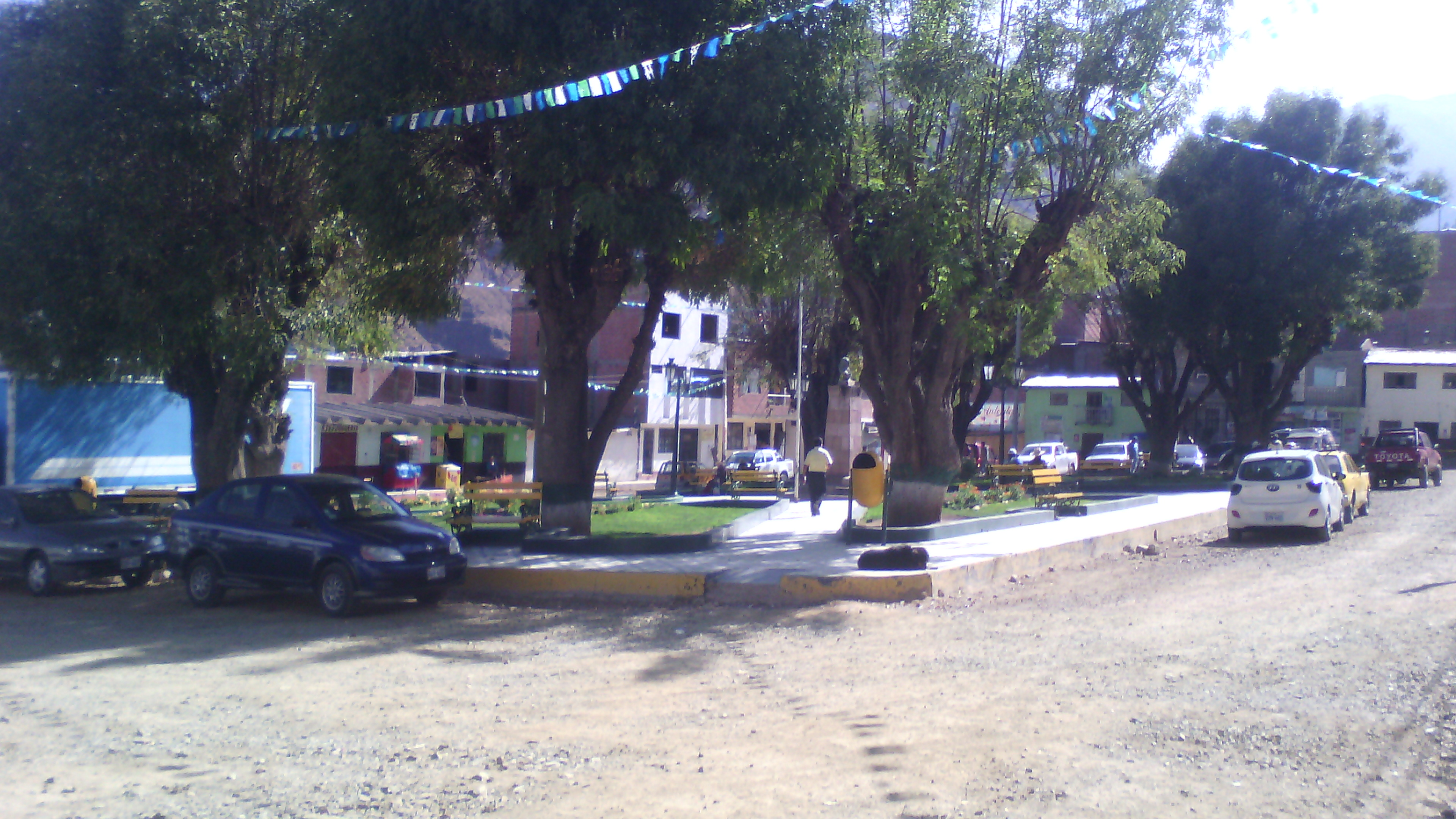
Plaza de Huaytará

- Plaza de Huaytará Templo Inca "San Juan Bautista" Palacio Inca o Palacio de las Dos Ventanas[17]
- Restos de Copayocc[18]
- Restos de Runayoc[19]

## Referencias

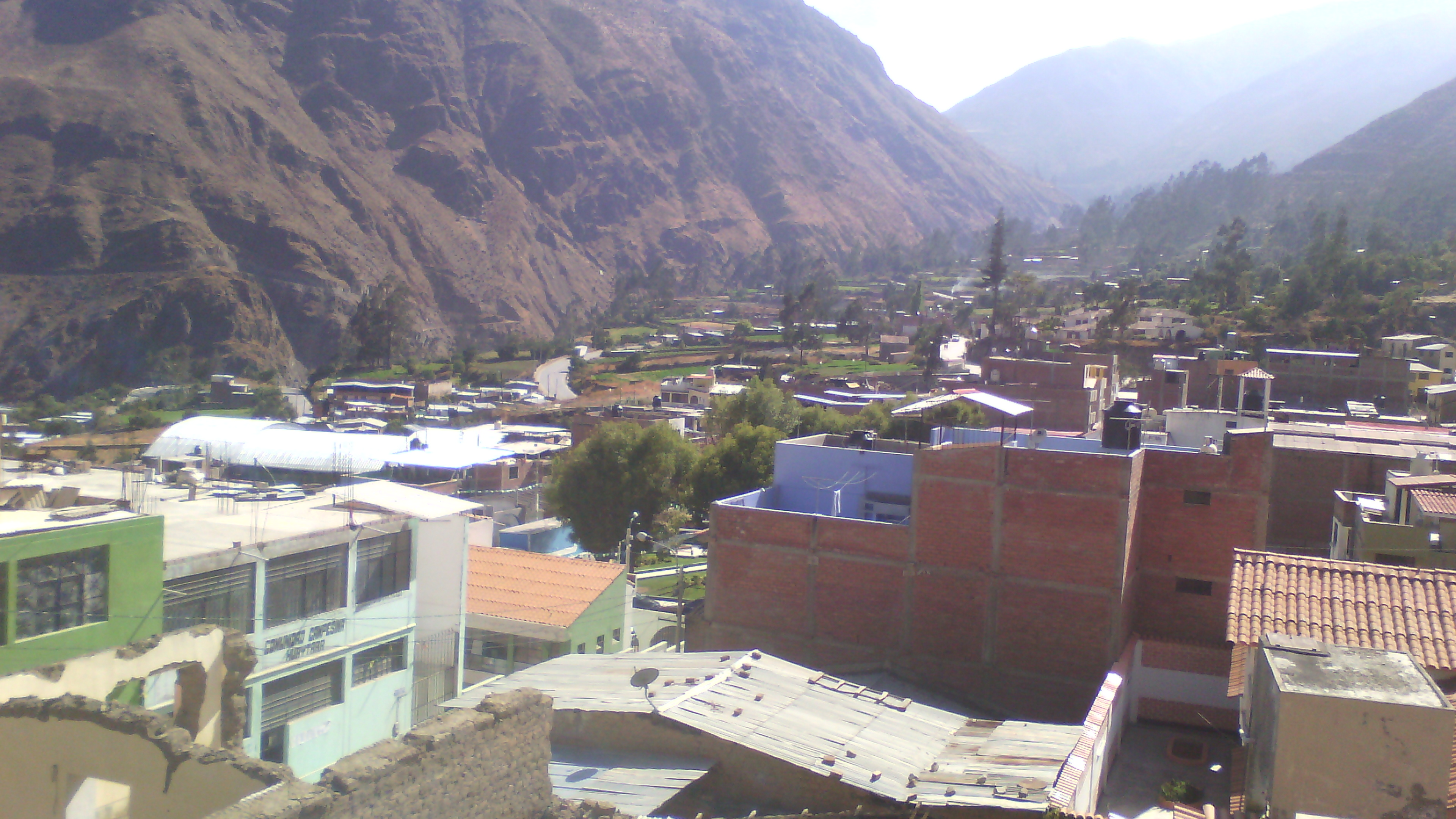
Barrio típico